# Blaundos

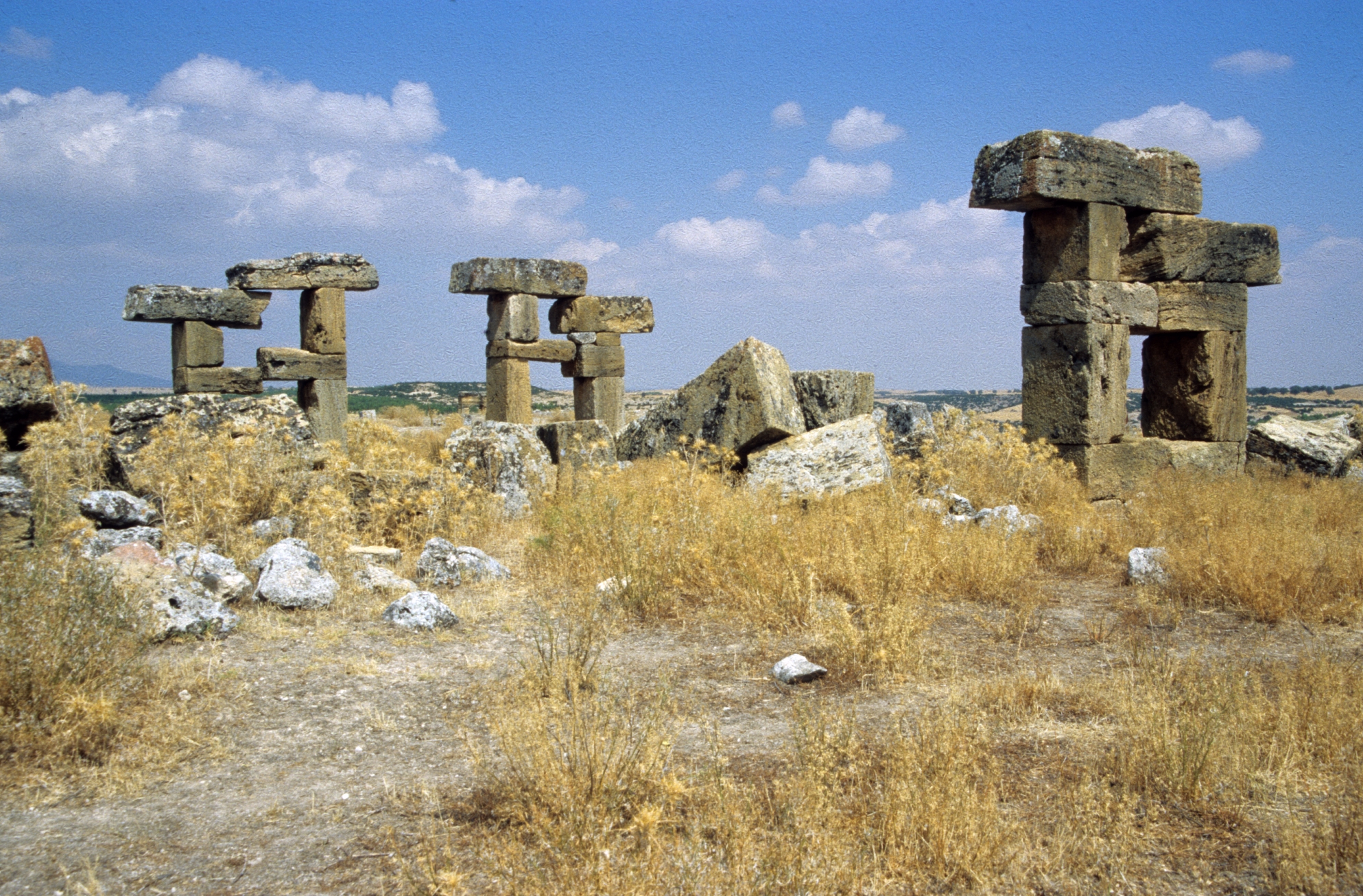
Steinfachwerk in Blaundos

Blaundos (altgriechisch Βλαῦνδος) war eine antike Kleinstadt im Grenzgebiet zwischen den kleinasiatischen Landschaften Lydien und Phrygien. Ihre Ruinen liegen ca. 20 km südlich von Uşak bei dem heutigen Dorf Sülümenli in der Türkei.
Aus der Vorgeschichte ist wenig bekannt, erst im Hellenismus tritt die Stadt auf Münzen hervor, allerdings noch unter dem Namen Mlaundos. Offensichtlich wurden makedonische Söldner in der Stadt angesiedelt. 188 v. Chr. fiel Blaundos in den Herrschaftsbereich von Pergamon, von dem Rom es 133 v. Chr. erbte. Am Ende der römischen Bürgerkriege wurden wahrscheinlich Veteranen in Blaundos angesiedelt.
Von neronischer Zeit bis in die Regierungszeit des Maximinus Thrax prägt Blaundos wieder eigene Münzen.
Die Ruinen von Blaundos sind noch heute sehenswert. Neben einem Stadttor und Resten der Stadtmauer sind noch Reste eines Steinfachwerkgebäudes erhalten, Theater, Stadion und einzelne Tempelanlagen sind noch gut zu erkennen. Blaundos wurde 2000 bis 2002 durch einen Survey der Abteilung Istanbul des Deutschen Archäologischen Instituts unter Leitung von Axel Filges untersucht, der unter anderem feststellte, dass Blaundos im 4. Jahrhundert eine umfangreiche Befestigungsanlage erhielt, die etwa die Hälfte der kaiserzeitlichen Stadt umschloss. Diese Verkleinerung war aber kein Zeichen eines wirtschaftlichen Niedergangs, wie die aufwändigen Wohnhäuser innerhalb des Mauerrings zeigen. Erst im 6. Jahrhundert veränderte sich die Siedlung; die Wohnbebauung in der Stadt wurde kleinteiliger, bestehende Bauten wurden für Spolien ausgebeutet.